# إميلي كامينغ هاريس
إميلي كامينغ هاريس (بالإنجليزية: Emily Cumming Harris)‏ هي رسامة ومُدرسة نيوزيلندية، ولدت في 1837 في بليموث في المملكة المتحدة، وتوفيت في 5 أغسطس 1925 في مدينة نيلسون في نيوزيلندا.